# Marlon Medina
Marlon José Medina García (né le 6 mars 1985 à Estelí au Nicaragua) est un joueur de football international nicaraguayen, qui évolue au poste de milieu de terrain.

## Biographie

### Carrière en club
Marlon Medina joue principalement en faveur du Real Estelí. Il remporte avec cette équipe plusieurs titres de champion du Nicaragua. Il participe à la Ligue des champions de la CONCACAF avec ce club.

### Carrière en sélection
Marlon Medina reçoit 12 sélections en équipe du Nicaragua entre 2009 et 2013, inscrivant un but. Toutefois, seulement 11 sélections sont officiellement reconnues par la FIFA.
Il joue son premier match en équipe nationale le 22 janvier 2009, contre le Salvador. C'est lors de ce match qu'il inscrit son seul et unique but en sélection (match nul 1-1). Il joue son dernier match le 20 janvier 2013, contre le Costa Rica (défaite 2-0).
Il participe avec l'équipe du Nicaragua à la Gold Cup 2009 organisée aux États-Unis.

## Palmarès
Real Estelí
- Championnat du Nicaragua (7) :
  - Champion : 2006-07, 2007-08, 2008-09, 2009-10, 2010-11, 2011-12 et 2012-13.